# Peter Barendse
Peter Barendse, (Den Haag, 12 augustus 1966) is een voormalig voetballer van Feyenoord, BVV Den Bosch, SVV en SVV/Dordrecht'90. Hij was een middenvelder afkomstig uit de jeugd van Feyenoord en maakte zijn debuut bij de profs op 22 December 1985 in de wedstrijd Heracles Almelo-Feyenoord (2-5). Hij speelde vier seizoenen bij Feyenoord en speelde in totaal zeven Europese wedstrijden. In het seizoen 1989/90 ging hij voor  fl.204.000 naar BVV Den Bosch. Hier speelde hij één seizoen. Hij sloot zijn carrière af bij SVV/Dordrecht'90 in een wedstrijd tegen PSV die in 2-2 eindigde en werd vervolgens afgekeurd vanwege een versleten knie. Na zijn voetbalcarrière nam hij het onderhoudsbedrijf van zijn vader over. Daar was hij in 2009 nog steeds directeur. Na vijftien jaar verkocht hij de zaak.
| seizoen                        | club             | wedstrijden | goals | competitie |
| ------------------------------ | ---------------- | ----------- | ----- | ---------- |
| 1985/86                        | Feyenoord        | 10          | 3     | Eredivisie |
| 1986/87                        | Feyenoord        | 20          | 2     | Eredivisie |
| 1987/88                        | Feyenoord        | 26          | 1     | Eredivisie |
| 1988/89                        | Feyenoord        | 22          | 2     | Eredivisie |
| 1989/90                        | BVV Den Bosch    | 24          | 7     | Eredivisie |
| 1990/91                        | SVV              | 12          | 4     | Eredivisie |
| 1991/92                        | SVV/Dordrecht'90 | 29          | 3     | Eredivisie |
| 1992/93                        | SVV/Dordrecht'90 | 19          | 3     | Eredivisie |
| bijgewerkt tot 4 februari 2008 |                  |             |       |            |